# 默克爾鎮區 (北達科他州基德縣)
默克爾鎮區（英語：Merkel Township）是位於美國北達科他州基德縣的一個鎮區。

## 地方資料
默克爾鎮區的面積為185.42平方千米，當中陸地面積為170.00平方千米，而水域面積為15.42平方千米。根據2020年美國人口普查的數據，當地共有人口28人，而人口密度為每平方千米0.15人。